# 潁州的孩子
《潁州的孩子》（英語：The Blood of Yingzhou District）是一部2006年的紀錄短片，由旅美华人楊紫燁執導、湯瑪斯·藍儂製作。本片講述了愛滋病對於中國安徽省阜阳市潁州区孤兒的影響。

## 獎項
- 2006年美国华盛顿纪录片电影节
- Silverdocs纪录片电影节全球公共卫生类最佳纪录片奖
- 美国独立纪录电影节最佳短片獎。
- 第79屆奧斯卡金像獎最佳紀錄短片獎 [1]

## 外部連結
- 互联网电影数据库（IMDb）上《潁州的孩子》的资料（英文）
- 電影介紹：新浪網 （页面存档备份，存于）、騰訊網